# آدم بوكستون (لاعب كرة قدم)
آدم بوكستون (بالإنجليزية: Adam Buxton)‏ هو لاعب كرة قدم بريطاني، ولد في 12 مايو 1992 في ليفربول في المملكة المتحدة. لعب مع نادي أكرينغتون ستانلي ونادي بيرتن ألبيون وويغان أتلتيك.

## وصلات خارجية
- آدم بوكستون على موقع قاعدة بيانات كرة القدم.إي يو (الإنجليزية)
- آدم بوكستون على موقع Soccerbase.com (لاعب) (الإنجليزية)
- آدم بوكستون على موقع Soccerway.com (الإنجليزية)
- آدم بوكستون على موقع AS.com (الإسبانية)